# Петрищево (Харьковская область)
Петрищево (укр. Петрищеве) — село,
Боровской сельский совет,
Змиёвский район,
Харьковская область, Украина.
Код КОАТУУ — 6321781007. Население по переписи 2001 года составляет 38 (17/21 м/ж) человек.

## Географическое положение
Село Петрищево находится на правом берегу реки Уды, выше по течению примыкает село Гусиная Поляна, ниже по течению примыкает село Боровая, на противоположном берегу — село Васищево.
Русло реки заболочено, на нём много лиманов и озёр.
Возле села небольшие лесные массивы (сосна).

## История
- 1735 — дата основания.

## Экономика
- Молочно-товарная ферма.